# Ткачук Олександр Іванович (футболіст)
Олександр Іванович Ткачук (нар. 20 листопада 1985, Чернівці, УРСР) — український футболіст, півзахисник.

## Життєпис
Вихованець клубів ЦСКА (Київ), РВУФК (Київ) і «Таврія» (Сімферополь). Професіональну кар'єру розпочав 2002 року в клубі «Буковина». Влітку 2003 року виїхав до Білорусі, де виступав за мінський «Локомотив». У цей період встиг зіграти в фіналі Кубка Білорусі. На початку 2004 році перейшов у сімферопольську «Таврію», де виступав за молодіжний та дублюючий склади. З серпня до кінця 2005 року захищав кольори «Кривбасу-2». У 2006 році поверувся до чернівецької «Буковини», а на початку 2007 року перейшов до мелітопольського «Олкому». У сезоні 2008/09 років виступав в Узбекистані за клуб «Кизилкум» з міста Зарафшан. У січні 2009 року перейшов у «Фегервар». У складі клубу зіграв 2 матчі, після чого повернувся до України, де в серпні 2008 року перейшов у «Фенікс-Іллічовець» з Калініно. У першій половині 2010 року захищав колори сирійського «Аль-Іттіхад» (Алеппо). Влітку 2010 року повернувся до України, де підписав контракт з кіровоградською «Зіркою» У команді провів 7 матчів. Після відставки головного тренера втратив своє місце в стартовій 11-ці. У 2011 році виступав в аматорському клубі «Карпати» (Коломия). На початку 2012 року отримав запрошення від колишнього тренера «Таврії», «Олкому» та «Фенікса» Івана Марущака перейти до ялтинської «Жемчужини». Олександр погодився, але вже незабаром залишив клуб. У 2012 році повернувся до коломийських «Карпат», з якими того ж року став чемпіоном серед аматорів.

## Досягнення
- Кубок АФК
  -  Володар (1): 2010

- аматорський чемпіонат України
  -  Чемпіон (1): 2012

## Статистика
| Сезон   | Клуб                 | Ліга        | Чемпіонат | Чемпіонат | Кубок | Кубок | Дубль | Дубль |
| Сезон   | Клуб                 | Ліга        | Матчі     | Голи      | Матчі | Голи  | Матчі | Голи  |
| ------- | -------------------- | ----------- | --------- | --------- | ----- | ----- | ----- | ----- |
| 2002/03 | «Буковина»           | Друга ліга  | 11        | 0         | 1     | 0     | —     | —     |
| 2003    | «Локомотив» (Мінськ) | Вища ліга   | 9         | 0         | ?     | ?     | ?     | ?     |
| 2004/05 | «Таврія»             | Вища ліга   | 0         | 0         | 0     | 0     | 12    | 0     |
| 2005/06 | «Буковина»           | Друга ліга  | 4         | 2         | 0     | 0     | —     | —     |
| 2005/06 | «Кривбас-2»          | Друга ліга  | 4         | 0         | 0     | 0     | —     | —     |
| 2005/06 | «Кривбас»            | Вища ліга   | 0         | 0         | 0     | 0     | 4     | 0     |
| 2006/07 | «Олком»              | Друга ліга  | 11        | 1         | 0     | 0     | —     | —     |
| 2007/08 | «Олком»              | Друга ліга  | 18        | 1         | 2     | 0     | —     | —     |
| 2008/09 | «Кизилкум»           | ПФЛ         | 30        | 3         |       |       |       |       |
| 2008/09 | «Фегервар»           | Шопрон-Ліга | 2         | 0         |       |       |       |       |
| 2009/10 | «Фенікс-Іллічовець»  | Перша ліга  | 13        | 1         | 2     | 0     | —     | —     |
| 2010    | «Зірка» (Кіровоград) | Перша ліга  | 7         | 0         | 1     | 0     | —     | —     |